# Madrid Open 2025
Il Madrid Open 2025, ufficialmente Mutua Madrid Open 2025 per motivi di sponsorizzazione, è un torneo di tennis che si disputa sulla terra rossa della Caja Mágica di Madrid, in Spagna, dal 21 aprile al 4 maggio. 
È la 23ª edizione ATP facente parte della categoria ATP Tour Masters 1000 nell'ambito dell'ATP Tour 2025, e la 16ª edizione WTA del Madrid Open, facente parte della categoria WTA 1000 nell'ambito del WTA Tour 2025.

## Partecipanti ATP singolare

### Teste di serie
| Nazionalità | Giocatore                   | Ranking* | Testa di serie |
| ----------- | --------------------------- | -------- | -------------- |
| Germania    | Alexander Zverev            | 2        | 1              |
| Spagna      | Carlos Alcaraz              | 3        | 2              |
| Stati Uniti | Taylor Fritz                | 4        | 3              |
| Serbia      | Novak Đoković               | 5        | 4              |
| Regno Unito | Jack Draper                 | 6        | 5              |
| Australia   | Alex de Minaur              | 7        | 6              |
|             | Andrej Rublëv               | 8        | 7              |
| Danimarca   | Holger Rune                 | 9        | 8              |
|             | Daniil Medvedev             | 10       | 9              |
| Italia      | Lorenzo Musetti             | 11       | 10             |
| Stati Uniti | Tommy Paul                  | 12       | 11             |
| Stati Uniti | Ben Shelton                 | 13       | 12             |
| Francia     | Arthur Fils                 | 14       | 13             |
| Norvegia    | Casper Ruud                 | 15       | 14             |
| Bulgaria    | Grigor Dimitrov             | 16       | 15             |
| Stati Uniti | Frances Tiafoe              | 17       | 16             |
| Grecia      | Stefanos Tsitsipas          | 18       | 17             |
| Canada      | Félix Auger-Aliassime       | 19       | 18             |
| Rep. Ceca   | Tomáš Macháč                | 20       | 19             |
| Argentina   | Francisco Cerúndolo         | 21       | 20             |
| Francia     | Ugo Humbert                 | 22       | 21             |
| Rep. Ceca   | Jakub Menšík                | 23       | 22             |
| Stati Uniti | Sebastian Korda             | 24       | 23             |
|             | Karen Chačanov              | 25       | 24             |
| Australia   | Alexei Popyrin              | 26       | 25             |
| Rep. Ceca   | Jiří Lehečka                | 27       | 26             |
| Polonia     | Hubert Hurkacz              | 28       | 27             |
| Spagna      | Alejandro Davidovich Fokina | 29       | 28             |
| Canada      | Denis Shapovalov            | 30       | 29             |
| Italia      | Matteo Berrettini           | 31       | 30             |
| Stati Uniti | Brandon Nakashima           | 32       | 31             |
| Argentina   | Sebastián Báez              | 33       | 32             |

* Ranking al 21 aprile 2025.

### Altri partecipanti
I seguenti giocatori hanno ricevuto una wildcard per il tabellone principale:
- Pablo Carreño Busta
- Marin Čilić
- Federico Cinà
- Martín Landaluce
- Coleman Wong

I seguenti giocatori sono entrati in tabellone con il ranking protetto:
- Sebastian Ofner
- Reilly Opelka

I seguenti giocatori sono entrati nel tabellone principale passando dalle qualificazioni:

- Daniel Altmaier
- Juan Manuel Cerúndolo
- Borna Ćorić
- Jacob Fearnley
- Fabio Fognini
- Hugo Gaston
- Borna Gojo
- Vít Kopřiva
- Dušan Lajović
- Harold Mayot
- Elmer Møller
- Ethan Quinn

I seguenti giocatori sono entrati nel tabellone principale come lucky loser:
- Gabriel Diallo
- Rinky Hijikata
- Kamil Majchrzak
- Botic van de Zandschulp

### Ritiri
Prima del torneo
- Carlos Alcaraz → sostituito da  Kamil Majchrzak
- Roberto Carballés Baena → sostituito da  Rinky Hijikata
- Shang Juncheng → sostituito da  Aleksandar Kovacevic
- Yoshihito Nishioka → sostituito da  Gabriel Diallo
- Jannik Sinner[3] → sostituito da  Christopher O'Connell
- Alejandro Tabilo → sostituito da  Cameron Norrie
- Jordan Thompson → sostituito da  Botic van de Zandschulp
- Zhang Zhizhen → sostituito da  Aleksandr Bublik

## Partecipanti ATP doppio

### Teste di serie
| Nazionalità | Giocatore         | Nazionalità   | Giocatore        | Ranking* | Teste di serie |
| ----------- | ----------------- | ------------- | ---------------- | -------- | -------------- |
| El Salvador | Marcelo Arévalo   | Croazia       | Mate Pavić       | 2        | 1              |
| Finlandia   | Harri Heliövaara  | Regno Unito   | Henry Patten     | 7        | 2              |
| Germania    | Kevin Krawietz    | Germania      | Tim Pütz         | 13       | 3              |
| Italia      | Simone Bolelli    | Italia        | Andrea Vavassori | 17       | 4              |
| Spagna      | Marcel Granollers | Argentina     | Horacio Zeballos | 21       | 5              |
| Croazia     | Nikola Mektić     | Nuova Zelanda | Michael Venus    | 29       | 6              |
| Regno Unito | Julian Cash       | Regno Unito   | Lloyd Glasspool  | 29       | 7              |
| Stati Uniti | Nathaniel Lammons | Stati Uniti   | Jackson Withrow  | 37       | 8              |

* Ranking al 21 aprile 2025.

### Altri partecipanti
Le seguenti coppie di giocatori hanno ricevuto una wildcard per il tabellone principale:
- Romain Arneodo /  Manuel Guinard
- Alejandro Davidovich Fokina /  Frances Tiafoe
- Arthur Fils /  Casper Ruud

La seguente coppia di giocatori è entrata in tabellone come alternate:
- Sander Arends /  Luke Johnson
- Santiago González /  Austin Krajicek
- Grégoire Jacq /  Alexandre Müller
- Hendrik Jebens /  Lucas Miedler
- Fernando Romboli /  John-Patrick Smith

### Ritiri
Prima del torneo
- Théo Arribagé /  Francisco Cerúndolo → sostituiti da  Fernando Romboli /  John-Patrick Smith
- Julian Cash /  Lloyd Glasspool → sostituiti da  Hendrik Jebens /  Lucas Miedler
- Arthur Fils /  Casper Ruud → sostituiti da  Sander Arends /  Luke Johnson
- Karen Chačanov /  Andrej Rublëv → sostituiti da  Grégoire Jacq /  Alexandre Müller
- Sebastian Korda /  Jordan Thompson → sostituiti da  Ivan Dodig /  Sebastian Korda
- Alex Michelsen /  Alejandro Tabilo → sostituiti da  Alexander Erler /  Constantin Frantzen
- Hugo Nys /  Édouard Roger-Vasselin → sostituiti da  Santiago González /  Austin Krajicek

## Partecipanti singolare WTA

### Teste di serie
| Nazionalità | Giocatrice             | Ranking* | Testa di serie |
| ----------- | ---------------------- | -------- | -------------- |
|             | Aryna Sabalenka        | 1        | 1              |
| Polonia     | Iga Świątek            | 2        | 2              |
| Stati Uniti | Jessica Pegula         | 3        | 3              |
| Stati Uniti | Coco Gauff             | 4        | 4              |
| Stati Uniti | Madison Keys           | 6        | 5              |
| Italia      | Jasmine Paolini        | 5        | 6              |
|             | Mirra Andreeva         | 7        | 7              |
| Cina        | Zheng Qinwen           | 8        | 8              |
| Spagna      | Paula Badosa           | 9        | 9              |
| Kazakistan  | Elena Rybakina         | 10       | 10             |
| Stati Uniti | Emma Navarro           | 11       | 11             |
| Rep. Ceca   | Karolína Muchová       | 12       | 12             |
|             | Diana Šnajder          | 13       | 13             |
| Australia   | Daria Kasatkina        | 14       | 14             |
| Stati Uniti | Amanda Anisimova       | 16       | 15             |
| Brasile     | Beatriz Haddad Maia    | 17       | 16             |
| Ucraina     | Elina Svitolina        | 18       | 17             |
|             | Ljudmila Samsonova     | 19       | 18             |
| Croazia     | Donna Vekić            | 20       | 19             |
| Danimarca   | Clara Tauson           | 21       | 20             |
|             | Ekaterina Aleksandrova | 22       | 21             |
| Kazakistan  | Julija Putinceva       | 23       | 22             |
| Lettonia    | Jeļena Ostapenko       | 24       | 23             |
| Ucraina     | Marta Kostjuk          | 25       | 24             |
| Canada      | Leylah Fernandez       | 26       | 25             |
| Tunisia     | Ons Jabeur             | 27       | 26             |
| Polonia     | Magdalena Fręch        | 28       | 27             |
| Belgio      | Elise Mertens          | 29       | 28             |
| Polonia     | Magda Linette          | 30       | 29             |
|             | Anna Kalinskaja        | 31       | 30             |
| Rep. Ceca   | Linda Nosková          | 33       | 31             |
| Stati Uniti | Sofia Kenin            | 34       | 32             |

* Ranking al 14 aprile 2025.

### Altre partecipanti
Le seguenti giocatrici hanno ricevuto una wild card per il tabellone principale:
- Emiliana Arango
- Hailey Baptiste
- Alexandra Eala
- Linda Fruhvirtová
- Victoria Jiménez Kasintseva
- Carlota Martínez Círez
- Robin Montgomery
- Ajla Tomljanovic

Le seguenti giocatrici sono entrate in tabellone con il ranking protetto:
- Bianca Andreescu
- Sorana Cîrstea
- Petra Kvitová
- Anastasija Sevastova

Le seguenti giocatrici sono entrate nel tabellone principale passando dalle qualificazioni:

- Anna Blinkova
- María Carlé
- Jana Fett
- Maya Joint
- Francesca Jones
- Teodora Kostović
- Rebeka Masarova
- Diane Parry
- Aljaksandra Sasnovič
- Zeynep Sönmez
- Julija Starodubceva
- Panna Udvardy

Le seguenti giocatrici sono entrate in tabellone come lucky loser:
- Cristina Bucșa
- Elisabetta Cocciaretto
- Bernarda Pera

### Ritiri
Prima del torneo
- Paula Badosa → sostituita da  Cristina Bucșa
- Danielle Collins → sostituita da  Eva Lys
- Anhelina Kalinina → sostituita da  Bernarda Pera
- Barbora Krejčíková → sostituita da  Katie Volynets
- Karolína Muchová → sostituita da  Elisabetta Cocciaretto
- Markéta Vondroušová → sostituita da  Caroline Dolehide

## Partecipanti doppio WTA

### Teste di serie
| Nazione       | Giocatrice         | Nazione       | Giocatrice       | Ranking* | Testa di serie |
| ------------- | ------------------ | ------------- | ---------------- | -------- | -------------- |
| Canada        | Gabriela Dabrowski | Nuova Zelanda | Erin Routliffe   | 8        | 1              |
| Italia        | Sara Errani        | Italia        | Jasmine Paolini  | 12       | 2              |
| Taipei cinese | Hsieh Su-wei       | Lettonia      | Jeļena Ostapenko | 14       | 3              |
| Stati Uniti   | Caroline Dolehide  | Stati Uniti   | Desirae Krawczyk | 30       | 4              |
|               | Mirra Andreeva     |               | Diana Šnajder    | 31       | 5              |
| Kazakistan    | Anna Danilina      |               | Irina Chromačëva | 34       | 6              |
| Stati Uniti   | Asia Muhammad      | Paesi Bassi   | Demi Schuurs     | 34       | 7              |
| Stati Uniti   | Sofia Kenin        | Ucraina       | Ljudmyla Kičenok | 46       | 8              |

- Ranking al 21 aprile 2025.

### Altre partecipanti
Le seguenti coppie di giocatrici hanno ricevuto una wild card per il tabellone principale:
- Viktoryja Azaranka /  Ashlyn Krueger
- Coco Gauff /  Robin Montgomery
- Madison Keys /  Maria Sakkarī

La seguente coppia di giocatrici è entrata in tabellone utilizzando il ranking protetto:
- Storm Hunter /  Ellen Perez

## Punti
| Torneo              | V    | F   | SF  | QF  | 4T  | 3T | 2T   | 1T   | Q    | Q2   | Q1   |
| Singolare maschile  | 1000 | 650 | 400 | 200 | 100 | 50 | 30*  | 10   | 20   | 10   | 0    |
| Doppio maschile     | 1000 | 600 | 360 | 180 | 90  | 0  | N.D. | N.D. | N.D. | N.D. | N.D. |
| Singolare femminile | 1000 | 650 | 390 | 215 | 120 | 65 | 35*  | 10   | 30   | 20   | 2    |
| Doppio femminile    | 1000 | 650 | 390 | 215 | 120 | 10 | N.D. | N.D. | N.D. | N.D. | N.D. |

* I giocatori con un bye ricevono i punti del primo turno.

## Montepremi
| Torneo              | V         | F         | SF        | QF        | 4T       | 3T       | 2T       | 1T       | Q2       | Q1      |
| Singolare maschile  | 985 030 € | 523 870 € | 291 040 € | 165 670 € | 90 445 € | 52 925 € | 30 895 € | 20 820 € | 12 090 € | 6 270 € |
| Singolare femminile | 985 030 € | 523 870 € | 291 040 € | 165 670 € | 90 445 € | 52 925 € | 30 895 € | 20 820 € | 12 090 € | 6 270 € |
| Doppio maschile*    | 400 560 € | 212 060 € | 113 880 € | 56 950 €  | N.D.     | N.D.     | 30 540 € | 16 690 € | N.D.     | N.D.    |
| Doppio femminile*   | 400 560 € | 212 060 € | 113 880 € | 56 950 €  | N.D.     | N.D.     | 30 540 € | 16 690 € | N.D.     | N.D.    |

*per team

## Campioni

### Singolare maschile
Casper Ruud ha sconfitto in finale  Jack Draper con il punteggio di 7-5, 3-6, 6-4.

### Singolare femminile
Aryna Sabalenka ha sconfitto in finale  Coco Gauff con il punteggio di 6-3, 7-6(3).

### Doppio maschile
Marcel Granollers /  Horacio Zeballos hanno sconfitto in finale  Marcelo Arévalo /  Mate Pavić con il punteggio di 6-4, 6-4.

### Doppio femminile
Sorana Cîrstea /  Anna Kalinskaja hanno sconfitto in finale  Veronika Kudermetova /  Elise Mertens con il punteggio di 6(10)-7, 6-2, [12-10].